# LaQuanda Barksdale
LaQuanda Barksdale, coniugata Quick (Winston-Salem, 3 ottobre 1979), è un'ex cestista statunitense, professionista nella WNBA.

## Carriera
È stata selezionata dalle Portland Fire al primo giro del Draft WNBA 2001 (12ª scelta assoluta).
Con gli Stati Uniti ha disputato le Universiadi di Palma di Maiorca 1999